# Ola Brown
Ola Brown, all'anagrafe Olamide Brown, nata Orekurin (Londra, 1986) è un'imprenditrice e medico britannica di origine nigeriana, fondatrice del Flying Doctors Healthcare Investment Group e direttrice di Greentree Investment Company.
Flying Doctors Healthcare Group è attivo nei servizi di ambulanza aerea, consulenza/tecnologia sanitaria, costruzione di ospedali/cliniche, diagnostica e attrezzature, gestione di strutture sanitarie e vendita al dettaglio di prodotti farmaceutici.

## Biografia
Brown è nata a Londra, in Inghilterra. Ha frequentato la Hull York Medical School. Dopo la laurea, ha lavorato in medicina acuta nel Regno Unito e poi ha vinto una borsa di studio giapponese MEXT (incentrata sulla ricerca di laboratorio con cellule staminali pluripotenti indotte) che le ha permesso di proseguire gli studi a Tokyo. Sta studiando per un master in finanza e politica economica presso l'Università di Londra e ha anche un certificato in politica economica presso la IE Business School, in Spagna. Inoltre, ha un certificato in contabilità per il processo decisionale dell'Università del Michigan negli Stati Uniti.

## Carriera medica
Dopo la laurea, Brown ha lavorato per un breve periodo nel servizio sanitario nazionale del Regno Unito per poi orientarsi verso la medicina aeronautica diventando responsabile dei primi servizi medici di emergenza operati dall'aria nell'Africa occidentale a Lagos, in Nigeria, con Flying Doctors Nigeria Ltd. È membro dell'American College of Emergency Physicians ed è stata inserita tra i giovani leader globali 2013 dal World Economic Forum.

## Flying Doctors
Brown ha avviato i Flying Doctors dopo aver sperimentato la perdita di sua sorella in circostanze difficili e, per migliorare i servizi medici in Nigeria, ha fondato nel 2007 i Flying Doctors a Lagos, in Nigeria. I suoi compiti principali erano focalizzati nell'area della strategia, del marketing e degli investimenti.
Nel 2018, un caso di negligenza è stato avviato contro Flying Doctors e Brown dalla famiglia di un defunto paziente, Nabil Hanga. Questa causa è stata successivamente ritirata dalla famiglia.

## Investimenti e finanza
Oltre al suo lavoro presso Flying Doctors, Brown gestisce, insieme a Agusto Olabode e Abasiama Idaresit, una società di capitale di rischio in fase iniziale: Greentree Investment Company che fornisce capitale alle start-up tecnologiche africane.  Gli investimenti includono: Paystack, Precurio, Big Cabal Mediain e un portafoglio di 80 milioni di dollari.
Nel 2019 ha fondato The Flying Doctors Healthcare Investment Company che gestisce servizi di ambulanza aerea e logistica. Si occupa di consulenza/tecnologia sanitaria, costruzione di ospedali/cliniche, diagnostica e attrezzature, gestione di strutture sanitarie e vendita al dettaglio di prodotti farmaceutici. È coinvolta in un'azienda di biotecnologie, un'azienda produttrice di farmaci, una catena di farmacie, un'azienda diagnostica e un'azienda logistica su vasta scala che sposta merci, compresi i prodotti farmaceutici, attraverso l'Africa occidentale e Helium Health.
Al culmine della pandemia COVID-19 in Nigeria, Brown e il suo team FDHIC hanno lanciato una cabina di test mobile, che riduce la necessità di DPI fornendo una barriera per il paziente potenzialmente infetto.
Nel luglio 2020, Brown ha ospitato il ministro dell'Industria, del commercio e degli investimenti della Nigeria, Otunba Adebayo, nella prima edizione di "The Conversation" con la Flying Doctors Healthcare Investment Company, con discussioni incentrate sulla crescita degli investimenti e sulle opportunità nel settore sanitario.

## Riconoscimenti
Premi e riconoscimenti includono:
- Forum economico mondiale (WEF) Giovane leader globale[28]
- Forbes 20 giovani donne potenti in Africa 2013[29]
- Forbes Africa's 30 Under 30 per il 2015[30]
- YWomen - YNaija 100 donne più influenti in Nigeria 2015[31]
- Silverbird Group Extraordinary Business Achievement Award, 2018 a Lagos, la persona più giovane che abbia mai vinto questo premio[32]
- YNaija Business Power List 2020[33]
- Membro dell'Ordine della Repubblica Federale (MFR) dal presidente Muhammadu Buhari.[34]